# Tyler Bey
Tyler Bey, né le 10 février 1998 à Las Vegas dans le Nevada, est un joueur américain de basket-ball évoluant au poste d'ailier.

## Biographie
Lors de la draft 2020, il est sélectionné en 36e position par les 76ers de Philadelphie puis envoyé aux Mavericks de Dallas.
Le 20 novembre 2020, il signe un contrat two-way avec les Mavericks de Dallas.
À la fin de la saison 2021, il est licencié par les Mavericks de Dallas et il rejoint les Bulls de Chicago lors de la Summer League 2021.
Fin septembre 2021, il s'engage avec les Rockets de Houston sous la forme d'un contrat two-way. Il est coupé le 14 octobre 2021.

## Palmarès

### Universitaire
- Pac-12 Most Improved Player (2019)
- First-team All-Pac-12 (2019)
- Second-team All-Pac-12 (2020)
- Pac-12 Defensive Player of the Year (2020)